# Los lobos de Willoughby Chase
Los lobos de Willoughby Chase (Título original: The Wolves of Willoughby Chase) es una novela infantil de Joan Aiken, publicada por primera vez en 1963.  Ambientada en Inglaterra, en un universo paralelo, narra las aventuras de las primas Bonnie y Sylvia, y de su amigo Simon, el criador de gansos, al oponerse a los maléficos planes de su institutriz, Miss Slighcarp.
La novela es la primera en la Saga sobre Los Lobos de Joan Aiken, una serie de libros ambientados en una Inglaterra del siglo XIX alternativa, bajo el reinado del ficticio rey Jacobo III. En este mundo un gran número de lobos emigran de las regiones frías de Europa y Rusia a Gran Bretaña a través del túnel del Canal de la Mancha, y aterrorizan a sus habitantes con sus continuas cacerías.
Una adaptación al cine con el mismo título fue estrenada en 1989.

Resumen: Bonnie espera con ansia la llegada de su querida prima Sylvia que es huérfana. Tras un largo pero extraño viaje en tren Sylvia llega a Willoughby Chase. En el viaje, un desconocido llamado Joshia Grimsaw le salva de unos lobos hambrientos que intentan por todos los medios atacar el tren.
Una vez en la lujosa mansión de su prima, Sylvia conoce a Sir y Lady Green. Esta última está tan enferma que su marido le va a llevar de viaje por el Mediterráneo, por lo que, para que se encargue de las niñas, contrata a una institutriz, la señorita Slighcarp. En cuanto Sir y Lady Green se marchan, la institutriz les obliga a limpiar, fregar, lavar, cocinar y ordena que vacíen todas las habitaciones de juguetes. Sylvia y Bonnie descubren un pasadizo secreto en la chimenea del cuarto de estudio y lo utilizan para espiar a la señorita Slighcarp. Descubren que, con la ayuda de Joshia Grimsaw, está rompiendo los documentos de sir Green, así como el testamento donde dejaba la mayor parte de la fortuna a Bonnie. Luego los cambia para que toda la fortuna, incluida la mansión de Willoughby Chase, pase a ser suya. Por último, le escuchan decir que ella amañó los pasajes del barco y Sir y Lady Green habían naufragado cerca de la costa de España, dejando a Bonnie huérfana.
Son dos semanas donde la señorita Slighcarp despide a todos los criados, dejando solo a un puñado de desconfiados en la casa. Como esta cree que Bonnie y Sylvia son una carga para ella les manda a un internado, donde deben trabajar día sí, día también. Las dos primas piden ayuda a Simon, un viejo conocido que vive en el bosque, para que les ayude a escapar, así como a Pattern, la doncella de Bonnie. Dos semanas después, Simon les ayuda a fugarse del colegio y les lleva en carruaje hasta Londres, donde avisan al abogado de Sir Green y detienen a Joshia Grimsaw. Cuando vuelven a Willougby Chase, descubren que la perversa institutriz y la directora del internado donde habían estado las niñas, la señorita Brisket habían creado un internado en Willoughby Chase. Les arrestan a las dos y descubren que Sir y Lady Green, están sanos y salvos, ya que, tras naufragar, estos subieron a un bote y llegaron a España y con la ayuda de un pesquero llegaron a Londres y de allí de vuelta a Willoughby Chase.